# باول جي. كاسيل
باول جي. كاسيل (بالإنجليزية: Paul G. Cassell)‏ هو محامي وقاضي أمريكي، ولد في 1959 في أورانج في الولايات المتحدة.